# Hölvényi György (politikus)
Hölvényi György (Budapest, 1962. június 13. –) magyar–történelem szakos tanár, a Kereszténydemokrata Néppárt (KDNP) alapító tagja, az első ciklus idején annak ifjúsági szervezetének, az Ifjúsági Kereszténydemokrata Unió elnöke, a Barankovics István Alapítvány elnöke 2000 és 2004 között, 2012–2014-ig egyházi, nemzetiségi és civil társadalmi kapcsolatokért felelős államtitkár, (2024-ig a Fidesz–KDNP színeiben) az Európai Néppárt frakciójában európai parlamenti képviselő.

## Életútja

### Tanulmányai, politikai pályájának kezdete
Budapesten született. Alsó- és középfokú tanulmányai után Eötvös Loránd Tudományegyetem Tanárképző Főiskolai Karára jelentkezett, ahol 1990-ben történelem–magyar szakos tanári diplomát szerzett. 1990–1991 között a Szent-Györgyi Albert 12 évfolyamos Iskola tanára.
Rögtön a rendszerváltozás idején bekapcsolódott a politikai életbe. 1989 nyarán – még a párt hivatalos újjáalakulása előtt – részt vett a Kereszténydemokrata Néppárt szervezésében. Az első parlamenti ciklus ideje alatt (1991–1993) pedig a párt akkori ifjúsági szervezetének – az Ifjúsági Kereszténydemokrata Uniónak – az alapító elnöke. 1991-től a Népjóléti Minisztériumban, 1994-től 1996-ig pedig a KDNP külügyi titkáraként dolgozott. Közben 1993-ban részt vett az Európa Tanács vezetőképzésén Londonban, 1995-ben pedig a Schuman Alapítvány Európai Képzési Programban. Az állami szférába 1998 után tért vissza, 1999-ben az Ifjúsági és Sportminisztérium helyettes államtitkárává nevezték ki. 1998 és 2001 között a BGF-en elvégezte az idegenforgalmi szakközgazdász képzést. 1995 és 2000 között kurátora lett a Barankovics István Alapítványnak, amelynek 2000 és 2004 között elnöke lett. 2003-tól egészen 2009-ig az Európai Parlamentben az Európai Néppárt Képviselőcsoportja mellett sajtótanácsos.

### Államtitkárként majd Brüsszelben
A második Orbán-kormányban 2012-ben kapott tisztséget, az Emberi Erőforrások Minisztériumának egyházi, nemzetiségi és civil társadalmi kapcsolatokért felelős államtitkára lett, amely tisztséget a ciklus végéig megőrizte.
2014-ben az európai parlamenti választáson május 25-én a Fidesz-KDNP listáján tizenketedikként mandátumot szerzett. Tagja lett a Környezetvédelmi, Közegészségügyi és Élelmiszer-biztonsági Bizottságnak, az Európai Néppárton belül pedig alelnöke lett a Bioetika és emberi méltóság munkacsoportnak, valamint megválasztották a Vallási Munkacsoport társelnökének.